# Sven Lindberg (politiker)
Sven Johannes Lindberg, född 31 oktober 1930 i Skellefteå landsförsamling, död 13 mars 1982 i Ådals-Lidens församling, Västernorrlands län, var en svensk ombudsman och politiker (socialdemokrat).
Sven Lindberg var riksdagsledamot 1969–1981 (ledamot av andra kammaren 1969–1970), invald i Jämtlands läns valkrets. Han lämnade riksdagen av hälsoskäl.